# .info
Ne doit pas être confondu avec .info (magazine).

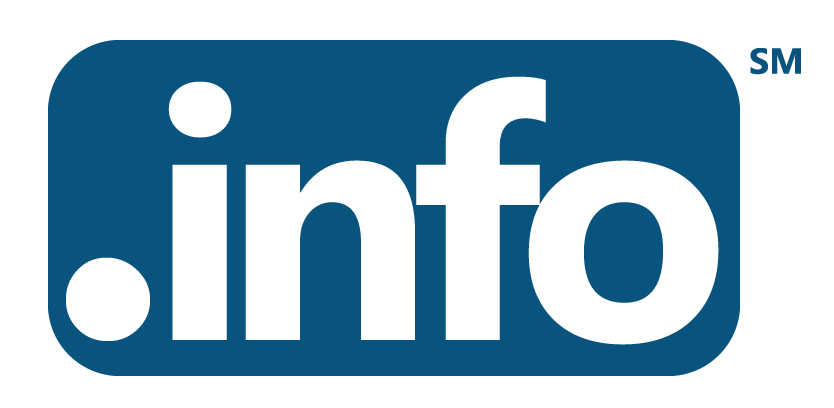

.info est un domaine de premier niveau générique non restreint d'Internet. Ce domaine est géré par les services de la société Afilias et a été activé dans le serveur racine du DNS le 27 juillet 2001.
Ce domaine est ouvert à tous sans restriction mais est destiné aux sites Web qui veulent informer leurs utilisateurs plutôt que de vendre quelque chose ou être simplement une vitrine.
Le domaine .info, en mars 2018, avait environ 6,5 millions de domaines, a été dès le départ de loin le domaine le plus populaire des sept nouveaux domaines créés en 2001-2002 (.aero, .biz, .coop, .info, .museum, .name et .pro) (en huitième place par rapport aux autres domaines).